# Tabernaemontana elegans
Tabernaemontana elegans är en oleanderväxtart som beskrevs av Otto Stapf. Tabernaemontana elegans ingår i släktet Tabernaemontana och familjen oleanderväxter. Inga underarter finns listade i Catalogue of Life.